# Czarny Wierch (Kotliny)
Czarny Wierch (słow. Čierny vrch, 1054 m) – reglowe wzgórze na północnych zboczach słowackich Tatr Bielskich. Stanowi zakończenie długiej południowo-wschodniej grani Bujaczego Wierchu. W grani tej kolejno znajdują się: Margica, Kardoliński Grzbiet, Kardolińska Przełęcz i Czarny Wierch.
Północne stoki Czarnego Wierchu opadają stromo do najniższej części Doliny za Tokarnią. Stoki południowe opadają do Doliny Czarnej, wschodnie do Kotlin oddzielających Tatry od Magury Spiskiej. U podnóży zboczy wschodnich znajduje się niewielkie osiedle Kardolin. Dawno temu eksploatowano tutaj kamienie, obecnie w Kardolinie znajduje się leśniczówka, hodowla koni i przystanek autobusowy. Przez Kardolin przebiega Droga Wolności. 
Szczyt Czarnego Wierchu to rozległa i długa grań łagodnie opadająca do Kardolińskiej Przełęczy, od południowej strony ograniczona modrzewiowym lasem. Z Kardolińskiej Przełęczy przez szczytową łąkę Czarnego Wierchu prowadzi słabo widoczna ścieżka. Ścieżki znajdują się także w porośniętych lasem zboczach Czarnego Wierchu.